# Шенбух
Шенбух (нім. Schönbuch) — майже повністю лісиста місцевість на південний захід від Штутгарта на височині Койпер південно-західного Німецького ескарпу. 
У 1972 році її центральну територію оголосили першим природним парком Баден-Вюртембергу. 
Цей природний парк площею 156 км² зазвичай називають просто Шенбухом, тоді як термін «регіон Шенбух» зараз зазвичай використовується для позначення більшої території. 
Найвища точка Шенбуха — Бромберг, 583 м над рівнем моря.

## Опис
Природний парк Шенбух — найбільша суцільна лісова зона в регіоні Штутгарт. 
Його межі визначені Постановою про природні парки в 1974 році. 
Він простягається приблизно на 25 км зі сходу на захід і на 10 км з півночі на південь. Природний парк Шенбух здебільшого розташований у районах Беблінген і Тюбінген, а менші частини — в районах Есслінген і Ройтлінген. 
У межах природного парку знаходиться лише місто Бебенгаузен.
Найсуворішу охорону в Шенбуху мають численні пам'ятки природи, а також природні заповідники Айзенбахгайн, Графенберг, Гіршауер-Берг, Нойвайлер-Фівайде, Шайхталь, Шенбух-Вестганг/Аммербух, Шпіцберг-Оденбург та Зульцайхе. 
У 2001 році природний парк Шенбух та прилеглі до нього території зареєстровано як частина загальноєвропейської мережі Natura 2000 через рідкісні рослини, лісові угруповання та види тварин, що знаходяться під загрозою зникнення, які тут зустрічаються.

### Струмки, долини та пагорби

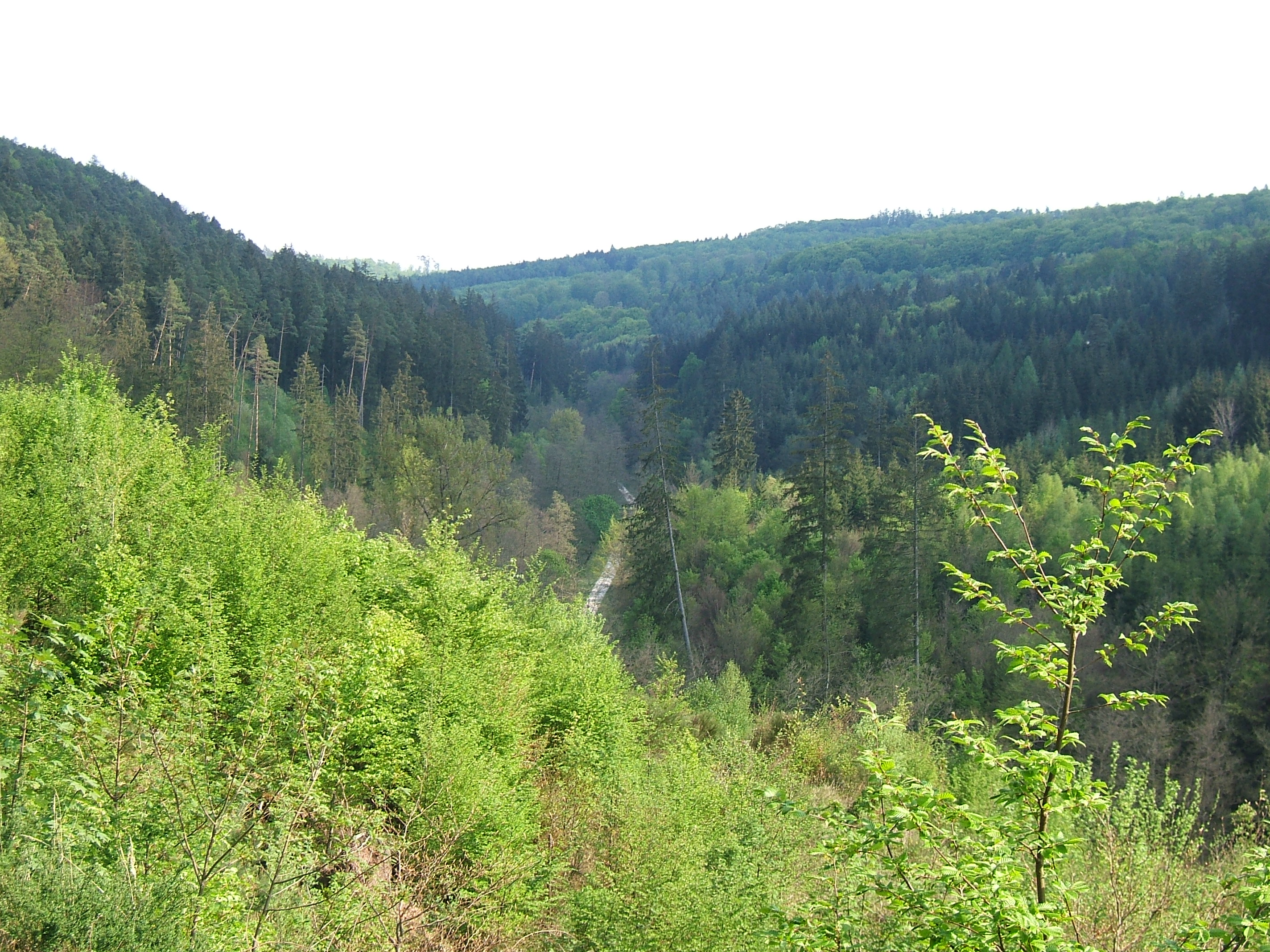
на південний схід, безпосередньо перед Чортовим мостом

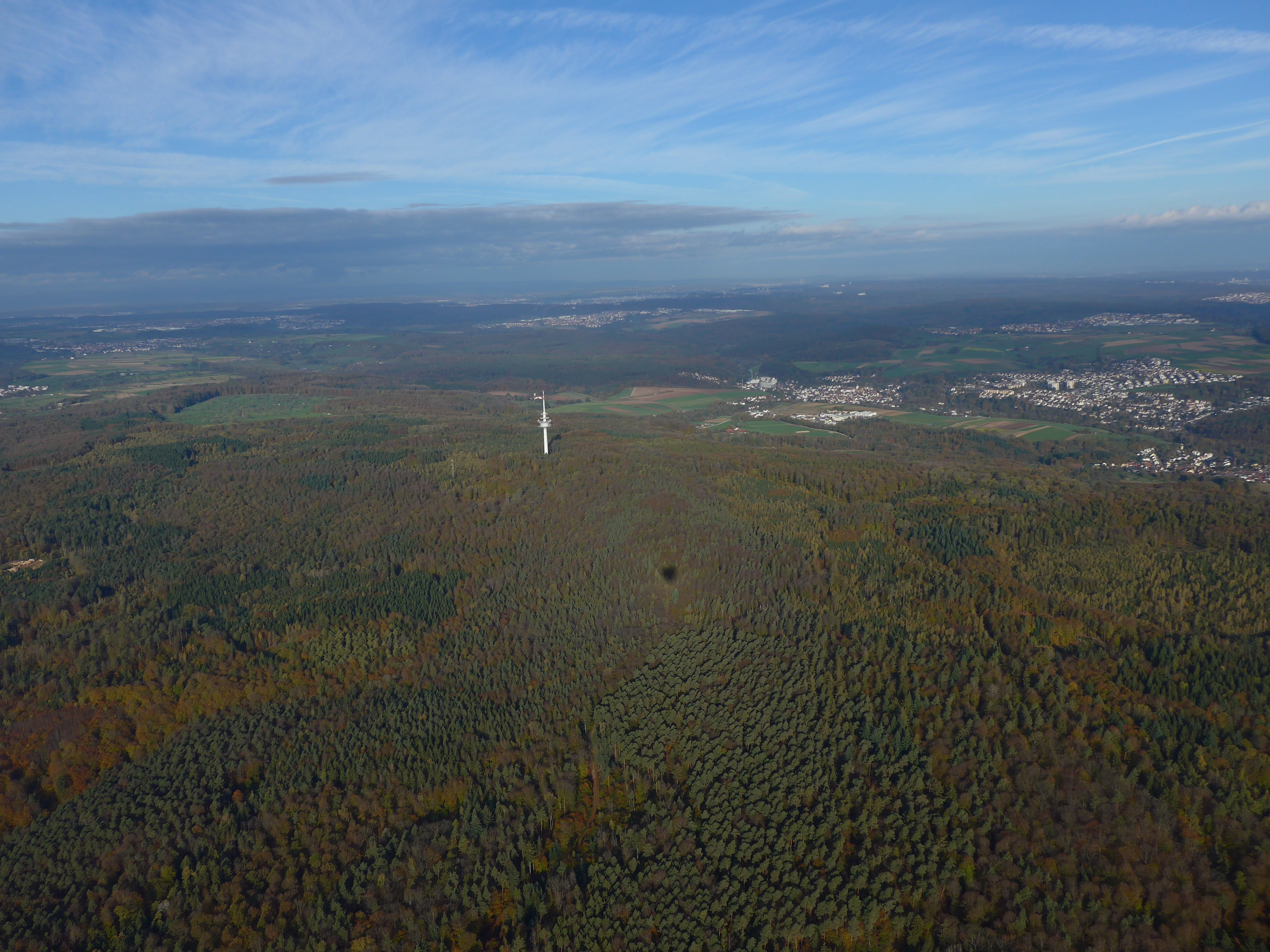
Вид з повітря на, праворуч від Вальденбуха

Найбільшими долинами Шенбуха є Гольдерсбахталь на заході та Шайхталь на сході. 
Як і більшість долин Шенбуха, вони простягаються у напрямку із заходу на схід.
Із заходу річки Ліндах і Фішбах утворюють Великий Ґольдерсбах біля Ноє-Брюкке. 
Протягом наступних шести кілометрів Великий Ґольдерсбах прорізає каньйон завглибшки до 150 м між двома найвищими точками Шенбуха: просторим Бромбергом (583 м н.р.м.) на півночі та Штайнґартом (566 м н.р.м.) на півдні. 
Біля Тойфельсбрюкке Великий Ґольдерсбах зливається з Малим Ґольдерсбахом, що тече з півночі, і тут повертає на південь. 
Ще через два кілометри з долини, названої на його честь, із заходу впадає Аренбах. 
Трохи нижче за течією, незадовго до впадіння в Аммер, з північного сходу в Ґольдерсбах впадає Кірнбах. 
Кірнбахталь, який вже належить до східної частини Шенбуха, є однією з інших відомих долин Шенбуху, головним чином завдяки своїм особливим геологічним особливостям та геологічній стежці Кірнберг, яка починається там.

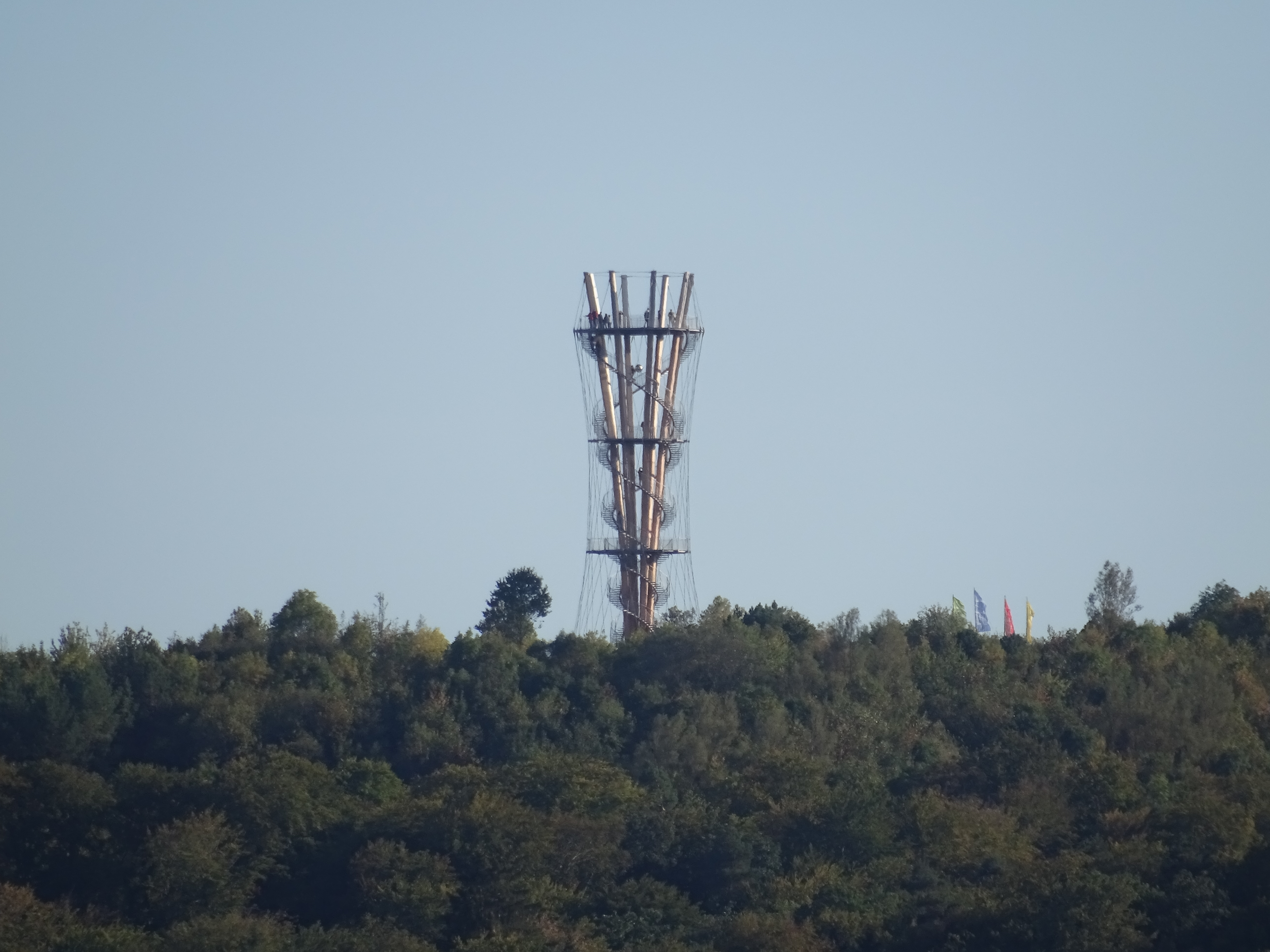
Вежа Шенбух на Штелберзі

Шайх має витоки поблизу Езельтрітта на північному схилі гори Бромберг. 
Від сусіднього Шайхгофу вона утворює долину, яка наступні декілька кілометри утворює північну межу природного парку. 
Від Деттенгаузену, прямуючи на схід, Шайх повертається до середини природного парку і є однією з наймальовничіших долин там. 

Лісистий хребет Бетценберг розділяє тут долини Айх та Шайх, перш ніж ці два потоки, що течуть на схід, зіллються в широкій долині Нойенгау на сході Шенбуха, прямуючі до злиття з Неккаром. 

Річка Вюрм, яка має витоки з двох твірних на північному заході Шенбуха, дренує регіон на півночі. 
Широка, але лише злегка врізана долина Вюрм більше не входить до природного парку, але ділянка долини поблизу Маурена все ще дуже мальовнича, поки Вюрм остаточно не залишає регіон Шенбух поблизу Енінгену.
Висоти над рівнем моря в Шенбуху коливаються від 300 м у долині Неккар до 583 м на Бромберзі. 
Ландшафт плавно піднімається з північного сходу від рівнини Фільдер і місцями круто уривається на південь, у напрямку долин Аммер і Неккар. 
На крайньому заході Шенбуху знаходиться Штельберг (580  м) — друга за висотою точка Шенбуху. 
Вежа Шенбух розташована там з 2018 року. 
На сході височіє масивний Бетценберг (499 м) з телекомунікаційною вежею Вальденбух.

### Клімат
Розташування в Центральній Європі та певна відстань південної Німеччини від моря є вирішальними для регіону Шенбух і зумовлюють континентальний клімат. 
Середньорічна температура становить приблизно 8,7 °C. 
Середньорічна кількість опадів становить 740 — 770 мм. 
Таким чином, клімат у регіоні Шенбух можна охарактеризувати як теплий, сухий і передгірський. 

Однак мікроклімат і мезоклімат у регіоні Шенбух досить різноманітні. 
Наприклад, південні схили Шенбухтрауфа над долиною Аммер є особливо кліматично сприятливими. 
Тут розташовано природний заповідник навколо Графенберга, який характеризується сухими умовами та є середовищем існування дуже рідкісних теплолюбних рослин. 
Особливістю цієї місцевості є горошок паннонський, який знайшов тут притулок під час льодовикового періоду. 

## Геологія

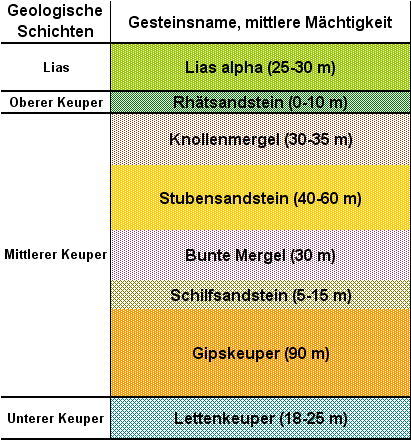
Геологічна послідовність у Шенбуху

### Походження
Шенбух, розташований між східним Шварцвальдом та Швабським Альбом, є частиною височини Койпер, яка, у свою чергу, є частиною Південнонімецької височини.
Майже всі породи Шенбуху відкладено водою у Койперський період (верхній тріас), близько 200 мільйонів років тому. 
Ярус Нижній Койпер утворився переважно внаслідок замулення тодішнього моря. 
Ярус Середній Койпер згодом утворився з порід, вимитих річками. 
Верхній Койпер, у свою чергу, утворився на березі мулистої відмілини, яка частково затопила шари Середнього Койпера. 

У Койперський період, який тривав загалом 10 мільйонів років, утворилися ці три одиниці, кожна з яких має загальну товщину приблизно 250 метрів. 
Середній шар також поділяється на шари гіпсу, пісковику та мергелю різної твердості. 
Койперський період завершився затопленням усієї території Юрським морем, причому юрські шари відкладалися над шарами Койпера. 
Однак у Шенбуху всі ці шари, за винятком чорної юри (Lias α), яка місцями присутня, пізніше еродовано. 
З кінцем юрського періоду, близько 140 мільйонів років тому, рельєф місцевості піднявся над відступаючим морем, і відкладення припинилися. 

Згодом Койперські шари також частково еродовано вітром та водою. 
Різний склад формацій Койпера, що складається з м'якої глини та мергелю, а також твердого пісковику, надав Шенбуху його яскравий характер, з пологими вершинами пагорбів, крутими переходами від плато до крутих схилів на півдні та глибоко врізаними долинами струмків.

### Штубенський пісковик

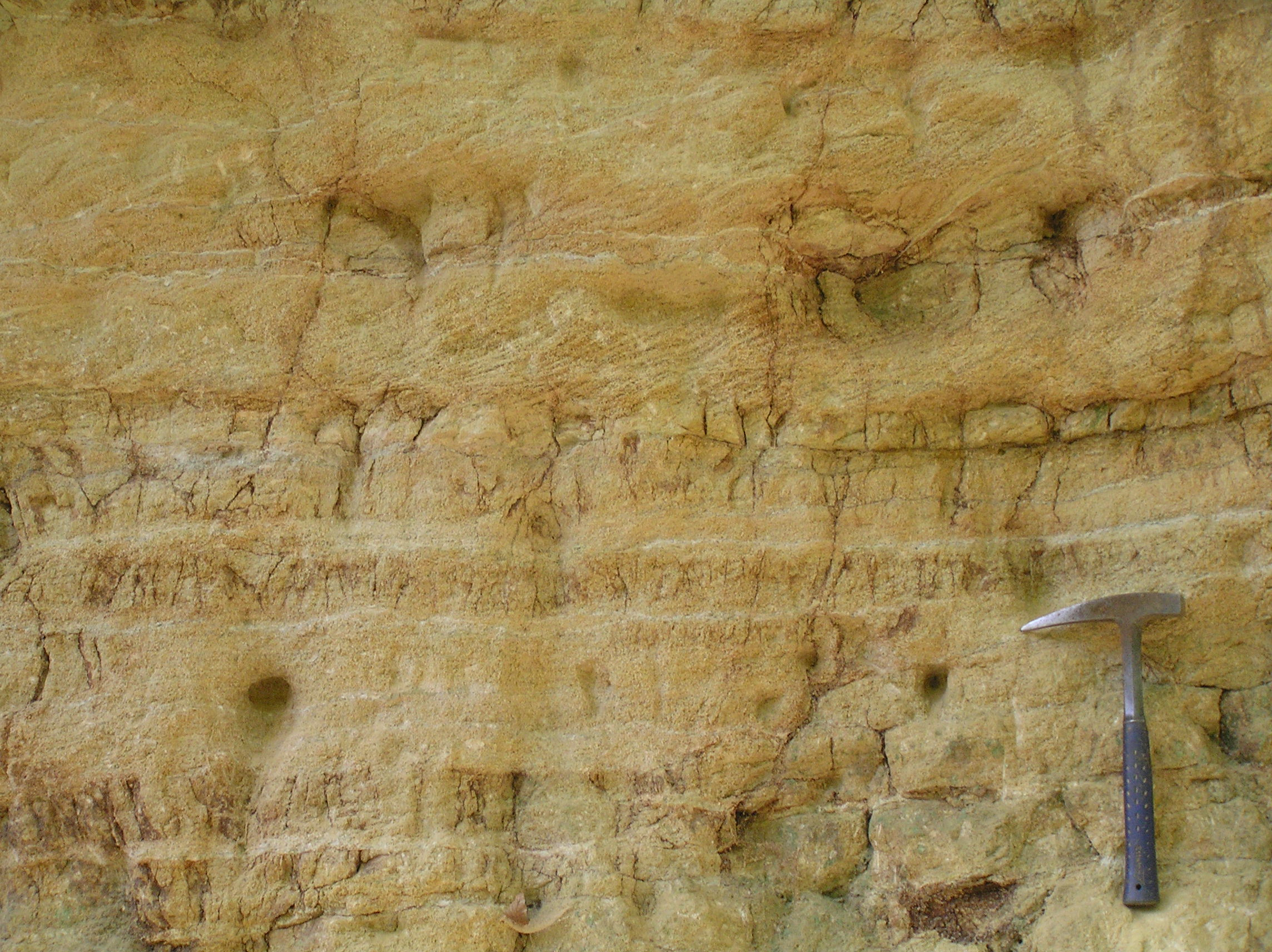
Відслонення Штубенського пісковику у Кірнбахталі

Хоча сьогодні всі шари від Гіпскойпера до Шварцюр утворюють підмурівок Шенбуха або принаймні десь вийшли на поверхню, Штубенський пісковик займає найбільшу частину його площі – 35 відсотків. 
Скелі заввишки до 60 метрів утворюють вражаючий і крутий хребет на заході та південному заході. Штубенський пісковик домінує в ландшафті, особливо в західній частині Шенбуха.
Піщані ґрунти, що утворилися з цієї породи, сухі, без вапна та бідні на мінерали, що робить їх непридатними для сільського господарства. 
В результаті ці ділянки рідко розчищалися і сьогодні становлять значну частину Шенбуха.
Штубенський пісковик використовувався як будівельний камінь ще з римських часів, а також видобувався в Шенбуху. Такі кар'єри можна знайти, наприклад, у Люстнау, Каї , Деттенгаузені або на Бетценберзі. 
Зі Штубенського пісковику Шенбуха зведено найрізноманітніші будівлі, такі як монастир Бебенгаузен, міст через Неккар в Тюбінгені, церква Богоматері в Есслінгені, церква Святої Марії в Ройтлінгені, а також Ульмський собор. 
На Всесвітніх виставках в Лондоні та Парижі в середині XIX століття «будівельний камінь з Бетценбергу» відзначено як «найпридатніший» і, ймовірно, був найпопулярнішим у Європі на той час. 
Штубенський пісковик з Шенбуха також використовувався при спорудженні Кельнського собору, Мюнхенської ратуші та замку Нойшванштайн. 

Штубенський пісковик з цього району різниться за чутливістю до вивітрювання залежно від шару. 
Наприклад, пісковик зі Шлайтдорфу, який використовувався при споруджені Кельнського собору, необхідно значною мірою замінити. 

### Ретійський пісковик
У кількох місцях Шенбуху дрібнозернистий бежевий пісковик видобували як природний камінь і використовували в регіоні. 
У межах цього пісковику та в перехідній зоні до ліасових шарів у кількох місцях можна знайти кісткові викопні відкладення. 

## Флора та гриби

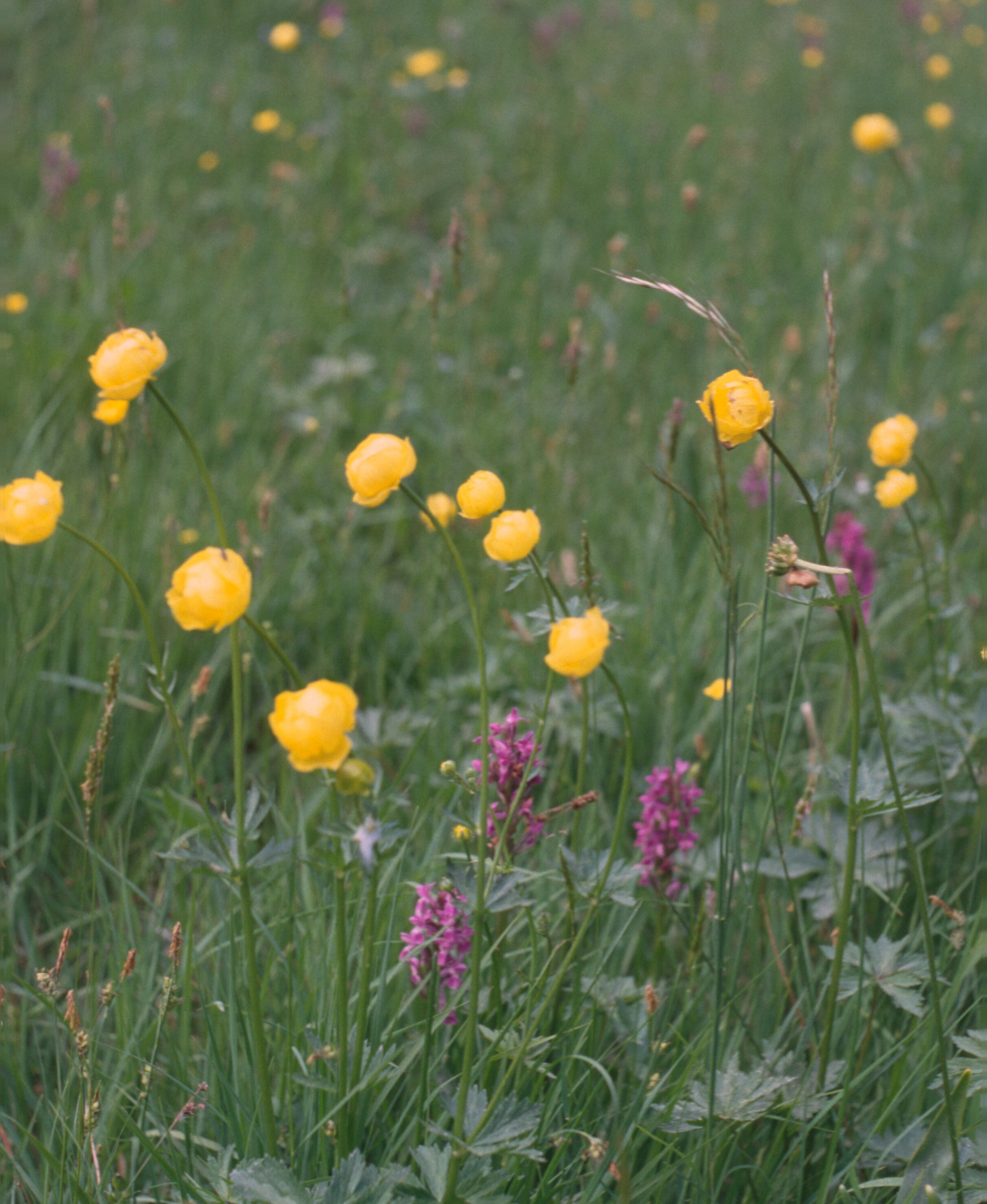
Вовча лапа звичайна та зозульки травневі на вологих луках долини Кайх

Інтенсивне використання Шенбуха як лісового пасовища та вилучення листового опаду спричинило дефіцит поживних речовин у багатьох районах, що є цінним з точки зору охорони природи. 
В результаті рослини мають захист, який існує лише в парку, а не в його околицях. 
Тільки вузька та обмежена долина Гольдерсбах містить понад 400 рослин та понад 90 видів моху. 

### Вологі луки
У великій долині Гольдерсбах вище Чортового мосту, а також у долинах Фішбах та Ліндах, двох твірних Гольдерсбаху, є багато вологих луків, які обробляються. 
Величезна кількість купа́льниць європе́йських, які квітнуть навесні, вражає. 
Також тут можна зустріти орхідеї. 

Сьогодні луки лише частково використовуються для сільського господарства. 
Щоб зберегти біорізноманіття та запобігти природній сукцесії , їх необхідно скошувати принаймні раз на рік. 
Тому лісове господарство скошує ці луки на початку літа, щоб запобігти поступовому заростанню долини чагарниками. 

### Біркензе

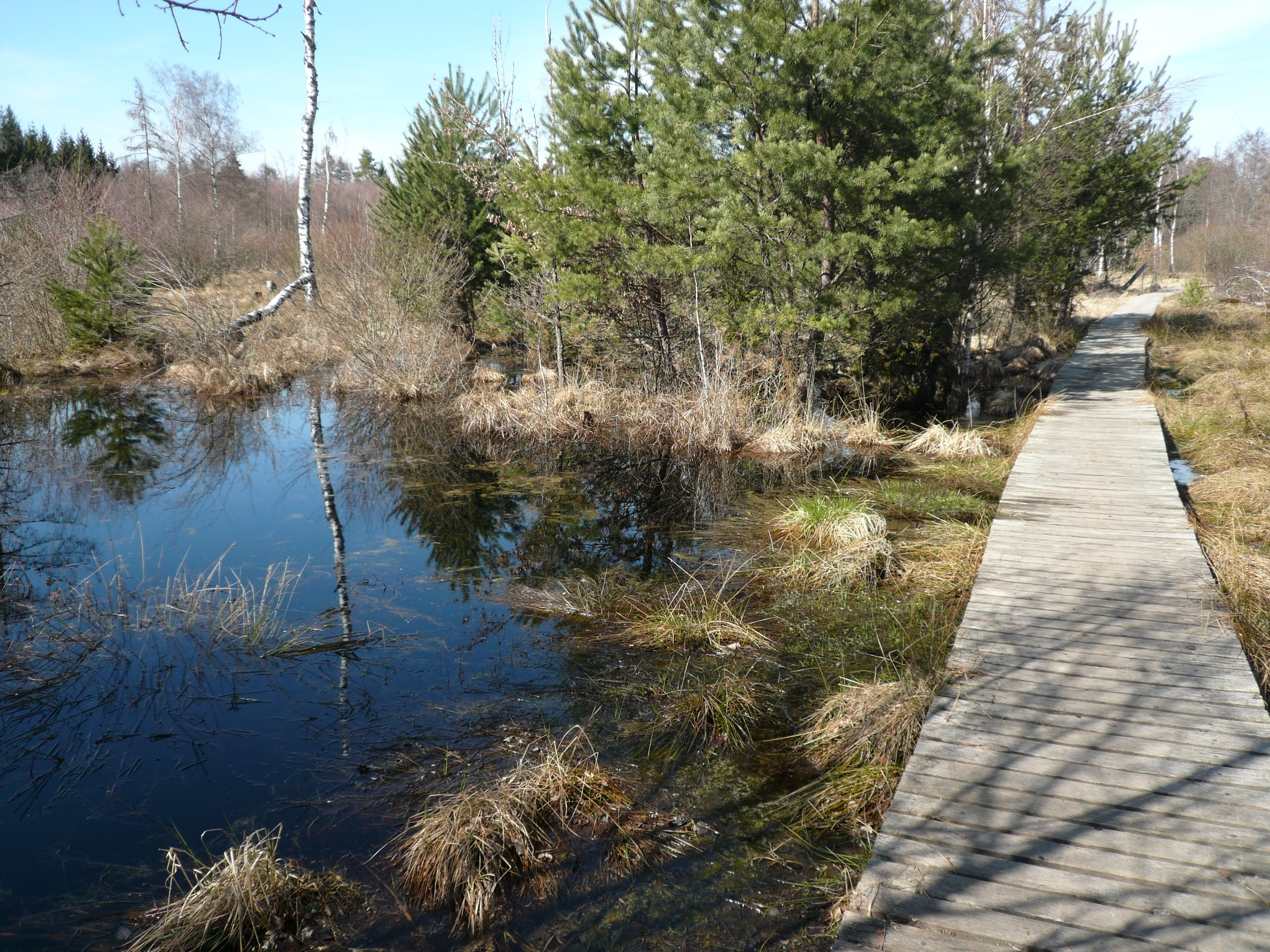
Гать на Біркензе

Біркензе, розташоване на хребті Бромберг, визнано пам'яткою природи як водно-болотний біотоп через свої рідкісні рослинні біотипи. 
На початок XXI сторіччя ця територія є перехідним вересовим болотом, від низовинного до верхового болота.
Біркензе, ймовірно, виникло на початку XIX століття на дні покинутого кар'єру з видобутку ретийського пісковику. Шар породи під озером став водонепроникним через природне цементування. 
Однак інше джерело 1667 року описує озеро як болотисте пасовище для худоби вже тоді. 
Пізніші дослідження показують, що Біркензе — останній піщаний кар'єр, створений під час видобутку кремнієвого піску на Бромберзі. 

Біркензе зараз перебуває під загрозою дедалі більшого замулення. 
Багато рідкісних болотних та трясовинних рослин, які колись тут зустрічалися, зараз зникли. 
Тим не менш, Біркензе все ще залишається однією з найцікавіших ділянок Шенбуху з точки зору ботаніки. 
Тут можна знайти безколінець, наперсник пурпуровий, жарновець віниковий, орляк звичайний, росичку, пухівку вузьколисту та широколисту, гвоздики пишні та гвоздики крапчасті, плаун, чорниці звичайні, різні торф'яні мохи та, звичайно ж, берези, які дали назву озеру. 
Щоб захистити рослинність від пошкоджень, що завдають відвідувачі, в 1988 році побудували гать та додаткові доріжки з дерева. 

### Сади

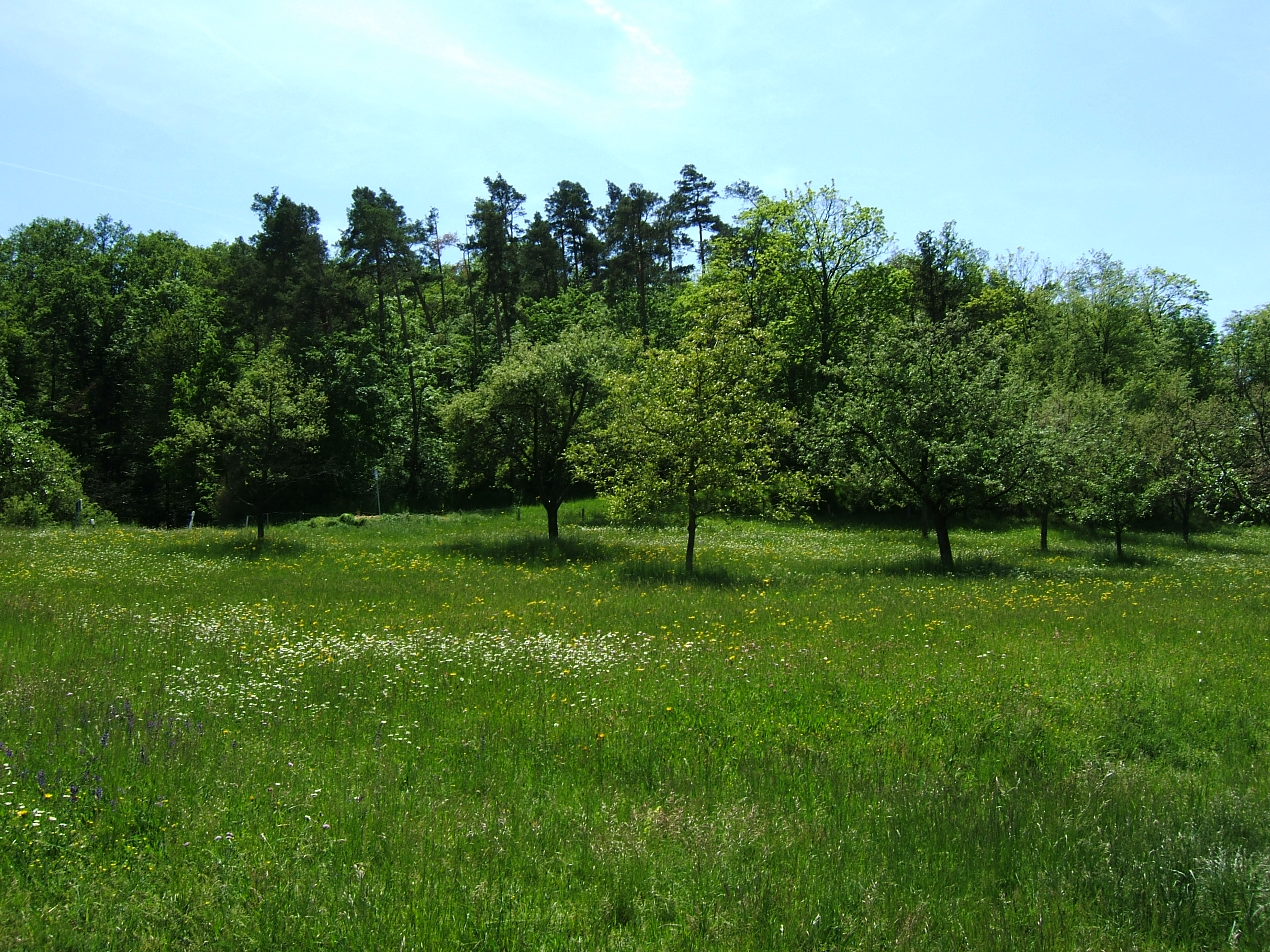
Фруктовий сад поблизу Рорау

Типовою формою виробництва фруктів у минулому були фруктові сади, які розташовані в багатьох місцях на краю природного парку, особливо на заході Шенбуха. 
Оброблювальні луки формували ландшафт на краю Шенбуха понад 100 років, і сьогодні вони мають особливе значення з екологічної точки зору. 
У садах виявлено близько 3000 видів тварин, з них 50 видів птахів, що гніздуються, деякі з яких сильно залежать від середовища існування, як і види, занесені до Червоної книги. 

### Гриби
Шенбухський ліс, завдяки своїм кліматичним умовам та розмаїттю дерев, особливо багатий на гриби, а саме: веселка звичайна та мутин собачий, мухомор червоний та квітохвісник Арчера, який інтродуковано і зараз прижився. 
 
Кількість різних видів макроміцетів у Шенбуху оцінюється приблизно у 800 видів, і значна частина з них є їстівними грибами. 
Одним з найрідкісніших видів, про які варто згадати, є білий гриб, але навіть посеред зими в Шенбуху можна знайти такі гриби, як Flammulina та глива. 

## Фауна
Шенбух, неосвоєний природний парк, є притулком не лише для рослин, а й для тварин. 
Тут водяться вогняні саламандри, жовточереві кумки, чорні дятли та жуки-олені – тварини, що стали жертвами використання людиною земель за межами парку. 

### Комахи
Шенбух, як і інші ліси, є домівкою для багатьох комах, корисних, таких як мурахи, та шкідливих, таких як короїди. 
Жуки складають найбільшу частку популяції комах у Шенбуху; тут налічуються тисячі різних видів. Жук-олень є найбільшим за розміром і також одним з найрідкісніших видів, що зустрічаються в Шенбуху.

Через свою малу численність жук-олень перебуває під загрозою зникнення через вирубку старих дубів. 

Шенбух також є домівкою для багатьох бабок, яким потрібні чисті водотоки, а також багатьох видів Rhopalocera та молі. 
У Шенбуху зареєстровано 53 види метеликів, 19 видів коників та 119 видів диких бджіл, з них 32 види занесено до Червоної книги. 

### Птахи

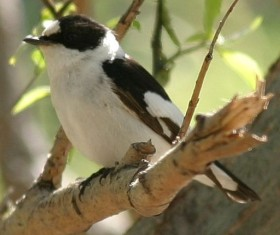
Мухоловка білошия

Заповідні ліси природного парку є притулком для птахів, що гніздяться в дуплах. 
Наприклад, дятел середній живе в дуплах старих дубів. 
Жовна чорна, розміром з ворону, будує свої гнізда у старих буках, які потім використовує голуб-синяк. Долина Гольдерсбах, одна з небагатьох неосвоєних долин у районі Штутгарта, також є місцем проживання рідкісних видів, таких як зимородок. 
Інші рідкісні види птахів, що мешкають у Шенбуху: жовна сива, слуква лісова, сорокопуд терновий, мухоловка білошия, сичик-горобець євразійський та шуліка рудий. 

Сіру чаплю можна зустріти в невеликій кількості на вологих луках району Шенбуха; однак, після відновлення її популяції в Німеччині, вона більше не є рідкістю.
Шенбух також є важливим місцем відпочинку або зимівлі для багатьох видів північних птахів. 
Закрита лісова зона з сусідніми долинами річок Аммер і Неккар особливо приваблива для багатьох мігрантів на далекі відстані. 
Тут регулярно збираються великі зграї в'юрків. 
Спостерігалися чорні лелеки та сірі журавлі на відпочинку. 
Кар'єрне озеро Кірхентеллінсфюртер, розташоване на південному сході Шенбуху, також привабливе для перелітних та зимуючих птахів, оскільки це найбільша відкрита водойма в регіоні Шенбух. 
Численні баклани вже є звичним видовищем, а серед численних водоплавних птахів часто зустрічаються незвичайні зимові гості, такі як лебеді-кликуни та крехи великі. 

### Ссавці
Оскільки багато великих хижаків становили загрозу для пасовищної худоби, а також конкуренцію для мисливців на благородних оленів, їх було знищено. 
Ведмеді були першими, кого знищили близько 1600 року, потім вовки , рисі та, нарешті, дикі коти близько 1916 року. 

Але навіть сьогодні Шенбух все ще населений досить великою кількістю ссавців. 
Вчені з Тюбінгена нарахували 44 види ссавців, з яких 40 відсотків вже класифіковані як зникаючі. 

Найвідомішими видами, що зустрічаються в природному парку, є благородний олень, кабан, козуля, борсук, руда лисиця, заєць, куниця лісова та кам'яна, тхір, вивірка, їжак, горностай, ласка, кріт, вовчок сірий, ондатра, різні землерийки та різні види мишей. 
Шенбух найвідоміший своїми благородними оленями. Відвідувачі можуть спостерігати за благородними оленями та кабанами як у спеціально побудованих вольєрах, так і на спеціальних спостережних пунктах у дикій природі. 

У Шенбуху також можна спостерігати різні види кажанів. Дослідники з Тюбінгенського університету за останні роки виявили понад десять різних видів кажанів, серед них вухань звичайний, який мешкає в хвойних лісах, вечірниця та нічниця велика, найбільший місцевий вид. 